# 164-я лёгкая пехотная дивизия «Африка»
164-я лёгкая пехотная дивизия «Африка» (нем. 164. Leichte-Infanterie-Division) — тактическое соединение сухопутных войск вооружённых сил нацистской Германии. Принимала участие во Второй мировой войне. Стандартная лёгкая пехотная дивизия, вошедшая в состав Африканского корпуса. Была создана на базе расформированной 164-й пехотной дивизии и крепостной дивизии «Крит».

## История
В августе 1942 года 382-й и 433-й пехотные полки переведены из состава крепостной дивизии «Крит» в распоряжение группы армий Африка. 15 августа 1942 года они стали основой формирования 164-й лёгкой пехотной дивизии. 26 февраля 1943 года дивизия понесла большие потери. Фактически на момент окончания Тунисской кампании 13 мая 1943 года была окружена и уничтожена, хотя официально продолжала существовать до роспуска 30 июня 1943 года.

## Организация
- 125-й моторизованный полк (Panzer-Grenadier-Regiment 125);
- 382-й моторизованный полк (Panzer-Grenadier-Regiment 382);
- 433-й моторизованный полк (Panzer-Grenadier-Regiment 433);
- 220-й артиллерийский полк (Artillerie-Regiment 220);
- 220-й запасной полевой батальон (Feldersatz-Bataillon 220);
- 220-й противотанковый артиллерийский дивизион (Panzerjäger-Abteilung 220);
- 220-й сапёрный батальон (Pionier-Bataillon 220);
- 164-й разведывательный батальон (Panzer-Aufklärungs-Abteilung 164);
- 220-й батальон связи (Panzer-Nachrichten-Abteilung 220);
- 220-е командование пополнения (Kommandeur der Infanterie-Divisions-Nachschubtruppen 220).

## Командиры
- 10 — 30 августа 1942 — полковник Карл-Ханс Люнгерсхаузен (нем. Carl-Hans Lungershausen )
- 31 августа — 8 сентября 1942 — полковник Ганс Герман Хеккер (нем. Hermann Hans Hecker)
- 9 сентября — 5 декабря 1942 — полковник Карл-Ханс Люнгерсхаузен (нем. Carl-Hans Lungershausen )
- 6 декабря 1942 — 31 декабря 1943 — полковник Зигфрид Вестфаль (нем. Siegfried Westphal )
- 1 — 15 января 1943 — генерал-майор Курт фрайхерр фон Либенштайн (нем. Kurt Freiherr von Liebenstein)
- 16 января — 17 февраля 1943 — полковник Беккер (нем. Becker)
- 17 февраля — 12 мая 1943 — генерал-майор Фриц Краузе (нем. Fritz Krause)
- 13 мая — 30 июня 1943 — генерал-майор Курт фрайхерр фон Либенштайн (нем. Kurt Frieherr von Liebenstein )

## Награждённые Рыцарским крестом Железного креста
- Хельмут Грубер, 15.01.1943 — обер-лейтенант резерва, адъютант 2-го батальона 125-го моторизованного полка
- Курт фрайхерр фон Либенштайн, 10.05.1943 — генерал-майор, командир 164-й лёгкой пехотной дивизии